# Blinky Bill kalandjai (televíziós sorozat)
A Blinky Bill kalandjai (eredeti cím: Blinky Bill) ausztrál televíziós rajzfilmsorozat, amelyet Yoram Gross rendezett. A sorozatot először 1993. január 1. és 2004. január 26. között, Ausztráliában vetítették. 1993-ban, 1995-ben, majd 2004-ben készült el 26-26 rész. A sorozat összesen 78 részes. A sorozat Dorothy Wall könyve alapján készült. A sorozat mellett két egész estés film is készült, 1992-ben a Blinky Bill, majd 2005-ben a Blinky Bill fehér karácsonya.

## Ismertető
A történet főhőse egy koala. Neve Blinky Bill. Jellemző tulajdonsága, hogy szeret rosszalkodni. Van sok barátja. Barátaival sok érdekes kalandokba keveredik. Nem szeretnek iskolába járni. A városban sok a csínytevésük. Olykor az erődbe is elmennek közösen. Blinky Bill rosszalkodása mellett, sokszor jót is tesz a város és társai érdekében.

## Szereplők
- Blinky Bill – a rosszcsont koala gyerek, nagyon neveletlen és rendetlen, de jók az ötletei.
- Mogyorócska – Blinky barátnője.
- Hápi – a kacsacsőrű emlős, jól tud ásni.
- Pukkancs – az erszényes egér, néha kicsit utálatosan cselekszik.
- Lakli – a kenguru, jól tud ugrálni és szereti a sportot.
- Daisy – a fiatalabbik dingó lánytestvér, szeret öltözködni.
- Nyafi – a gyík, aki együtt jár iskolába a játszótársaival és összetart velük.
- Dingómama – a dingók mamája, morcos alak, de megneveli gyerekeit.
- Koalamama – Blinky Bill mamája, nagyhangú a természete, de jóra tanítja végül Blinkyt.
- Dany – a legidősebbik dingó testvér, Blinkyvel szemben van sok terve.
- Sunyi – a legfiatalabbik dingó testvér, nagyon sunyi, de megbarátkoznak vele az osztálytársai.
- Húsgombóc – az idősebbik kövér dingó testvér, imádja az édességeket.
- Pelikán polgármester – a polgármester a városban, néha magának való, de néha van jó döntése is.
- Szarkanéni – Blinkyék tanítója, szigorú, de jól tanítja a gyerekeket.
- Hódapó – az öreg Hód, Blinky néha Hód süketnek csúfolja, de Mogyi tiszteletben tartja.
- Samu – a koalakirály, egyszer meghívják a város kávéházába vendégségül.
- Algernon – Blinky hasonmása, de belsőre sokkal udvariasabb, és illedelmesebb.
- ük-ük-ük Blinky Bill – Blinky Bill ük-ük-ük nagyapja, akiről egyszer Hódapó mesélt neki, régen egy faragott furulyát kapott, amellyel életre keltette azt a fát, amelynek ezt a furulyát a szívéből faragták, Blinky Bill utólag örökölte meg tőle ezt a faragott furulyát, amelyet Hódapó adott át neki.

## Magyar hangok
- Bolba Tamás (1. évad), Fekete Zoltán (2. és 3. évad), Németh Kriszta (2. évad) – Blinky Bill, Samu, ük-ük-ük Blinky Bill, Algernon
- Fehér Anna (1-2. évad), Mezei Kitty (2. és 3. évad) – Mogyorócska
- Józsa Imre (1-2. évad), Gubányi György István (2. évad és 3. évad) – Hápi
- Vándor Éva (1-2. évad), Sági Tímea (2. évad) – Pukkancs
- Csuja Imre (1-2. évad), Maday Gábor – Lakri
- Román Judit (1-2. évad) – Daisy
- Fekete Zoltán – Nyafi
- Szabó Éva (1-2. évad) – Koalamama
- Némedi Mari (1-2. évad) – Dingómama
- Csankó Zoltán (1-2. évad) – Dany
- Harmath Imre (1-2. évad), Szokol Péter (2. évad) – Sunyi
- Besenczi Árpád (1-2. évad) – Húsgombóc
- Dobránszky Zoltán (1-2. évad) – Pelikán polgármester
- Borbás Gabi (1-2. évad) – Szarkanéni
- Szabó Ottó (1. évad), Makay Sándor (2. évad), Élő Balázs (2. évad) – Hódapó

## Epizódok
| 1. Blinky Bill kedvenc kávéháza 2. Blinky Bill tűzoltóbrigádja 3. Blinky Bill megmenti a papagájt 4. Blinky Bill jótékonysági futása 5. Blinky Bill a tanár 6. Blinky Bill és a piros autó 7. Blinky Bill és a szárazság 8. Blinky Bill és a szemüveg 9. Blinky Bill és a kísértet-barlang 10. Blinky Bill állatkertje 11. Blinky Bill és a varázsló 12. Blinky Bill és a detektív 13. Blinky Bill és az öreg fa 14. Blinky és az idegen koala 15. Blinky aranybányája 16. Blinky a filmsztár 17. Blinky és a kincsvadászat 18. Blinky és a kedvencek klubja 19. Blinky és a választások 20. Blinky megtalálja Pukkancsot 21. Blinky Bill és a szörnyeteg 22. Blinky megmenti Bozótkát 23. Blinky Bill a polgármester 24. Most kicsoda Blinky Bill? 25. Blinky Bill és az anyák napja 26. Blinky Bill és az esküvői piknik | 1. Blinky Bill a farmon (Lent a farmon) 2. Blinky Bill és az elveszett kiskutya 3. Blinky Billt elrabolták (Blinky Bill fogságban) 4. Blinky Bill és a léghajó (Blinky Bill és a hőlégballon) 5. Blinky Bill és a madárcsempészek 6. Blinky Bill nyaral 7. Blinky Bill és az almatolvajok 8. Blinky Billnek eszébe jut Mogyorócska születésnapjáról (Mogyorócska szülinapja) 9. Blinky és Juliska 10. Blinky Bill, a hipnotizőr 11. Blinky megismerkedik Hangyászsün úrral (Blinky találkozik Hangyász bácsival) 12. Blinky Bill és az omlás (Blinky és a földrengés) 13. Blinky Bill és a viszálykodás (Blinky Bill csele) 14. Blinky és a jegesmedve 15. Blinky és a tojásmentés 16. Blinky és a szélhámosok (Blinky és az ingatlancsaló) 17. Blinky Bill és a sátorozás (Blinky Bill kempingezik) 18. Blinky Bill és a vendég (Blinky Bill és a hajléktalan vendég) 19. Blinky Bill és a titokzatos szennyeződés (Blinky Bill és a rejtélyes pöttyök) 20. Blinky Bill és az oposszum mozija 21. Blinky Bill és az idősek otthona 22. Blinky Bill és a bababál (Blinky Bill és a babaverseny) 23. Blinky Bill és a krokodilok 24. Blinky Bill és a téli rege (Blinky Bill és a téli mese) 25. Blinky Bill és a világítótorony 26. Blinky Bill és a kék rejtély |

## Érdekességek
- A „Blinky Bill és a madárcsempészek” című epizódjában, két ismerős állatcsempész volt, a Dot és a csempészek című 1987-es rajzfilmben.
- A „Blinky Bill és az alma tolvajok” című epizódjában, az alma tolvajok ismerősek voltak, mint a halboltos és a segédje, a Dot és a bálna című 1986-os rajzfilmben.